# Xavier Fonellosa i Casanovas
Xavier Fonellosa i Casanovas   (Barcelona, 9 de maig de 1961) és un jugador català de billar de les dècades de 1990 i 2000.
La seva especialitat és el billar artístic, on rivalitzà amb el francès Jean Reverchon per la supremacía mundial. L'any 1995 es proclamà campió de Catalunya, Espanya, Europa i del Món. En total ha estat dos cops campió del món i un cop més d'Europa. Va rebre la medalla al mèrit esportiu espanyol. Formà part del Club Billar Barcelona.

## Palmarès
Font:
- Campionat del Món de billar artístic:  1993 1995  1992 1996 2008  1990 2002
- Campionat d'Europa de billar artístic:  1995  1989 1994 2000 2009  1988 1996 2007